# Wakan Sansai Zue

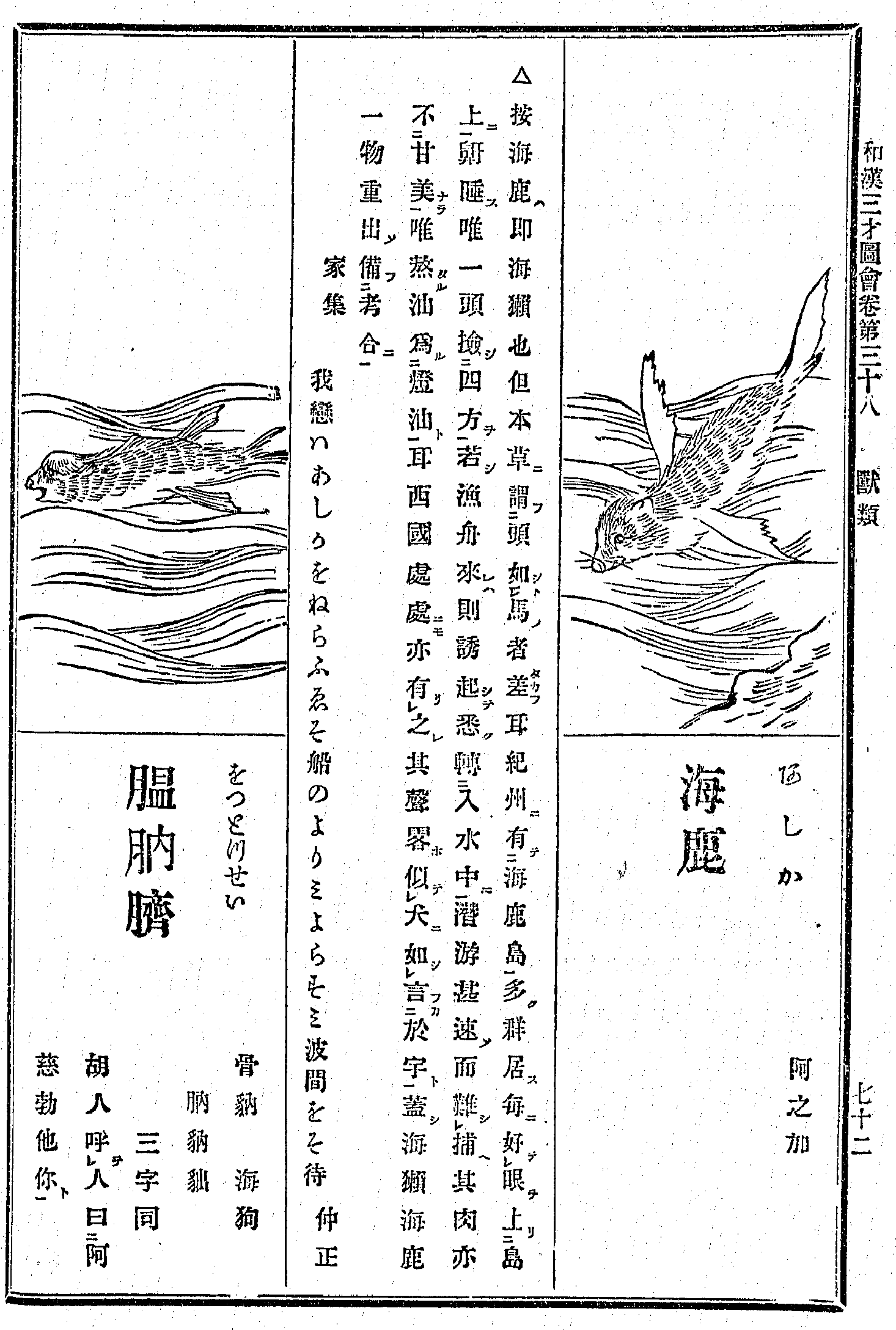
Sư tử biển (bên phải) và hải cẩu lông, Wakan Sansai Zue, quyển 38 trang 72, (năm 1712).

Wakan Sansai Zue (和漢三才図会 (Hoà Hán Tam Tài Đồ Hội)/ "Minh họa bách khoa toàn thư Trung-Nhật") là một bách khoa toàn thư leishu (là một thể loại sách tham khảo được biên soạn trong lịch sử ở Trung Quốc và các nước Đông Á khác. Thuật ngữ này thường được dịch là "bách khoa toàn thư", mặc dù leishu khá khác biệt với khái niệm hiện đại về bách khoa toàn thư) Nhật Bản minh họa được xuất bản năm 1712 trong thời kỳ Edo. Nó bao gồm 105 tập trong 81 cuốn sách.  Trình biên dịch của nó là Terashima hoặc Terajima (Terajima Ryōan (寺島良安)), một bác sĩ từ Osaka. Nó mô tả và minh họa các hoạt động khác nhau của cuộc sống hàng ngày, như nghề mộc, và câu cá, cũng như thực vật và động vật, và chòm sao. Như được thấy từ tiêu đề của cuốn sách (和 (wa), có nghĩa là Nhật Bản và (漢 (kan), có nghĩa là trung quốc), Ý tưởng của Terajima dựa trên bách khoa toàn thư Trung Quốc, cụ thể là công việc Nhà Minh. Tam tài đồ hội ("Hình ảnh..." hoặc "Bản tóm tắt minh họa của ba cường quốc") bởi Vương Kỳ (năm 1607), được biết đến ở Nhật Bản với tên gọi là Sansai Zue (三才図会). Bản sao của Wakan Sansai Zue vẫn đang được in ở Nhật Bản.